# Ceratostema glandulifera
Ceratostema glandulifera är en ljungväxtart som beskrevs av B.Maguire, J.A. Steyermark och J.L.Luteyn. Ceratostema glandulifera ingår i släktet Ceratostema och familjen ljungväxter. Inga underarter finns listade i Catalogue of Life.